# Emanuel Swedenborg
Emanuel Swedenborg, rojen Emanuel Swedberg, švedski protestantski teolog, znanstvenik, filozof, mistik, * 29. januar 1688, Stokholm, Švedska, † 29. marec 1772, London, Anglija.
Emanuel Swedenborg je bil širko razgledan učenjak in znanstvenik. Proučeval je kemijo, geologijo, mineralogijo, metalurgijo, biologijo, anatomijo, fiziologijo, psihologijo, paleontologijo, astronomijo. Bil je poliglot. Njegovo širše poznavanje naravoslovja je kasneje vodilo v teozofske spekulacije. Celotno naravo je razumel kot en velik duševni organizem (organicizem). Kasneje je opustil ukvarjanje z znanostjo in se popolnoma predal mistiki in teološkim razpravam. 

## Zgodnje življenje
Emanuelov oče Jesper Swedberg, kasnejši škof, in njegov mecen, Erik Benzelious, sta bila mnenja, da bo Emanuel nekoč velik znanstvenik in sta ga zato vedno podpirala. Tako da je na koncu dosegel mednarodno priznanje kolegov in številne znanstvene dosežke. Že kot zelo mlad je postal priznan zaradi svojih tehničnih dosežkov in inovacij, tako da je bil imenovan za novega Leonarda da Vincija; med drugim je narisal načrte za podmornico.
V letih 1703-1709 je Swedenborg živel pri Benzeliousu. Leta 1709 je končal univerzitetni pouk in se leta 1710 odpravil na potovanje skozi Nizozemsko, Francijo in Nemčijo preden je dosegel London, kjer je preživel naslednja 4 leta.
Leta 1715 se je Emanuel vrnil na Švedsko, kjer se je začel ukvarjati s strojništvom in naravnimi znanostmi za naslednjih 20 let. Prvi korak je bilo Swedenborgovo srečanje s kraljem Karlom XII., od katerega je želel, da financira observatorij. Bil je zavrnjen, ampak mu je bilo dano mesto izrednega nadzornika v švedskem rudarskem svetu.
Od leta 1716 do leta 1718 je izdajal znanstveno revijo z mehaničnimi in matematičnimi inovacijami, med drugim tudi skico naprave za letenje. Leta 1718 je objavil članek, ki je obravnaval duhovne in mentalne načine tako imenovanih "minutnih vibracij" (podzavestnega načina komuniciranja). Po smrti Karla XII. je kraljica-regentinja Ulrika Eleonora povitezila Swedenborga in njegove sorojence v čast dosežkov njihovega očeta in stvari, ki jih je dosegel kot škof.

## Znanstveno obdobje
V 1730 je razvil veliko študij o anatomiji in psihologiji. Prvi je razvil idejo o nevronih, možganskem režnju, živčnih hierarhiji in še o mnogih pozneje dokazanih dognanjih o človeških možganih. Potem pa se je posvetil razmišljanju o tem, kako se povezujeta materija in um. Razvil je tudi nebularno teorijo, za katero pravijo, da je prehitela Kanta za več kot 20 let. Leta 1735 je v Leipzigu objavil delo Filozofske in mineraloško delo. Delo mu je s podrobnimi poglavji o taljenju kovin dalo mednaroden sloves. Prav tako pa je prišel na idejo, da je duša snovna in se je potem trudil to dokazati. Leta 1743 pa je zapustil Švedsko z namenom, da napiše švedsko različico Živalskega kraljestva. Nameraval je napisati 17 delov. Bil je zavrnjen, saj takratni vojaško razpoloženi kralj Karel XII. ni imel posluha za znanost. Od leta 1744 je začel doživljati nenavadne sanje in posebne vizije, ki jih je sam opisoval kot čudne in so bile kasneje objavljene v delu z naslovom Sanjski časopis. Leta 1771, ko je bil v Londonu, je doživel srčni napad in nato leta 1772 umrl. Pred tem je napisal pismo, v katerem je pravilno napovedal, kdaj bo umrl. Pokopan je bil v Švedski cerkvi v Londonu, kjer je bil postavljen vrt, njemu v spomin. Kasneje je bil prenesen nazaj na Švedsko, kjer je sedaj pokopan.

## Delo
Swedenborg je odstopil s položaja ocenjevalca sveta rudnika leta 1747. Kot razlog za odstop je navedel, da mora dokončati delo, ki ga je začel. Ob koncu dela je zahteval polovico svoje plače kot pokojnino. Ponovno je začel študirati hebrejščino, s katero si je pomagal pri interpretaciji Biblije. Interpretirati je želel vsak verz. Te nalogi je posvečal vso svojo energijo celih deset let. V tem času je napisal eno svojih najpomembnejših del: Nebeške skrivnosti (lat. Arcana Caelestia). To delo je tudi osnova za vsa njegova nadaljnja teološka dela. Delo je bilo anonimno in Swedenborg ni bil identificiran kot avtor do konca petdesetih let 18. stoletja. Delo je zavzemalo osem zvezkov, ki so bili objavljeni med letoma 1749 in 1756. To delo ni vzbudilo veliko pozornosti, saj ga je le malo ljudi razumelo. Od leta 1747 do smrti je živel v Stockholmu, v Londonu in na Nizozemskem. V 25 letih je napisal še 14 drugih del, ki so verske narave, večina pa je bila objavljena za čas njegovega bivanja. 

## Nebeška doktrina
Po njegovem delu Nebeška doktrina (Arcana Cœlestia) naj bi potekala zadnja sodba ne v fizičnem svetu, ampak v duhovnem svetu. Ta naj bi potekala med nebesi in zemljo, od koder naj bi vsi šli ali v nebesa ali pa v pekel. Po njegovo naj bi sodba potekala zato, ker je krščanska vera izgubila nekatere vrline, kar naj bi povzročilo izgubo svobodne volje, ki je ogrozilo ravnovesje med nebom in peklom v vsakdanjem življenju. Te zadnji sodbi naj bi sledil drugi prihod Jezusa Kristusa, ki pa se ne zgodi z Jezusom osebno, ampak skozi notranji oziroma duhovni smisel - skozi besedo. 

## Jasnovidnost
Emanuel Swedenborg naj bi imel nekaj sposobnosti jasnovidnosti. Njegova sposobnost naj bi se mu razkrile med meditacijo, ko je padel v nezavest. Od takrat naprej naj bi bil sposoben komunikacije z duhovnim svetom oziroma podzavestne komunikacije. O njegovih napovedovanjih in drugih dogodkih povezanih z jasnovidnostjo so zapisana vsaj tri:

### Požar:
19. julija 1759 je izbruhnil dobro dokumentiran požar v Stockholmu. Ko je požar izbruhnil je bil Swedenborg s prijatelji na večerji približno 400 km od njega. Swedenborg je zelo natančno opisal nekatere dogodke požara, ki so jih kasneje potrdili sli. Podrobnosti se spreminjajo glede na različne vire,

### Švedska kraljica
Ta dogodek se je zgodil leta 1758 med Swedenborgovim obiskom kraljice. Ta ga je povprašala po svojem pokojnem bratu in nazaj naj bi ji odgovoril nekaj, kar sta vedela le onadva. 

### Izgubljeni dokumenti:
Neka ženska naj bi izgubila pomembne dokumente in je prišla po odgovor do Swedenborga, ki naj bi jih znal poiskati. To naj bi naredil že naslednji dan.

## Druga dela
V nekem drugem teološkem delu je zapisal, da naj bi bilo uživaje mesa nenormalno za prve ljudi. V tem istem delu pa je tudi zatrdil, da se razmere spreminjajo in naj zato nihče ne bi bil kaznovan za to dejanje. Kljub tem zagotovilom so bili številni njegovi zgodnji privrženci vegetarijanci in pripadniki vegetarijanskih gibanj. V delu Zemlja v vesolju (De Telluribus in Mundo Nostro Solari) je trdil, da se je sporazumeval z duhovi iz drugih planetov v našem osončju in z Lune, kot tudi z duhovi onkraj mej našega osončja. S teh srečanj je povzel, da so planeti našega osončja naseljeni in da takšnega ogromnega sistema ni bilo mogoče ustvariti samo za eno raso na planetu ali enih nebes, ki izhaja iz lastnosti tega planeta. Za izpopolnitev nebes naj bi potrebovali mnogo nebeških družb, da bi zapolnjevali vrzeli v drugih družbah.
Swedenborg je svoja dela s kočljivejšo tematiko napisal v Londonu ali na Nizozemskem, ker je imel tam večjo svobodo govora. Njegovo zadnje delo Resnična krščanska vera (Vera Christiana Religio) je bilo objavljeno leta 1771 na Nizozemskem.

## Knjige
Swedenborgova izdana dela v angleščini, latinščino in švedščini.
V slovenščino pa je prevedeno eno delo:
- 1994-izdano v slovenščini - Nebesa in pekel: nebesa in njihova čudesa in pekel, po tem, kar sem slišal in videl (De caelo et ejus mirabilibus, et de inferno ex auditis et visis)

- 1716–1718, (Daedalus Hyperboreus) Swedish: Daedalus Hyperboreus, eller några nya mathematiska och physicaliska försök. (English: The Northern inventor, or some new experiments in mathematics and physics)
- 1721, (Principles of Chemistry) Latin: Prodromus principiorum rerum naturalium: sive novorum tentaminum chymiam et physicam experimenta geometrice explicandi
- 1722, (Miscellaneous Observations) Latin: Miscellanea de Rebus Naturalibus
- 1734, (Principia) Latin: Opera Philosophica et Mineralia (English: Philosophical and Mineralogical Works), three volumes
- (Principia, Volume I) Latin: Tomus I. Principia rerum naturlium sive novorum tentaminum phaenomena mundi elementaris philosophice explicandi
- (Principia, Volume II) Latin: Tomus II. Regnum subterraneum sive minerale de ferro
- (Principia, Volume III) Latin: Tomus III. Regnum subterraneum sive minerale de cupro et orichalco
- 1734, (The Infinite and Final Cause of Creation) Latin: Prodromus Philosophiz Ratiocinantis de Infinito, et Causa Finali Creationis; deque Mechanismo Operationis Animae et Corporis.
- 1744–1745, (The Animal Kingdom) Latin: Regnum animale, 3 volumes
- 1745, (The Worship and Love of God) Latin: De Cultu et Amore Dei, 2 volumes
- 1749–1756, (Arcana Cœlestia (or Caelestia) (Heavenly Mysteries) Latin: Arcana Cœlestia, quae in Scriptura Sacra seu Verbo Domini sunt, detecta, 8 volumes
- 1758, (Heaven and Hell) Latin: De Caelo et Ejus Mirabilibus et de inferno. Ex Auditis et Visis.
- 1758, (The Last Judgment) Latin: De Ultimo Judicio
- 1758, (The White Horse) Latin: De Equo Albo de quo in Apocalypsi Cap. XIX.
- 1758, (Earths in the Universe) Latin: De Telluribus in Mundo Nostro Solari, quæ vocantur planetæ: et de telluribus in coelo astrifero: deque illarum incolis; tum de spiritibus & angelis ibi; ex auditis & visis.
- 1758, (The New Jerusalem and Its Heavenly Doctrine) Latin: De Nova Hierosolyma et Ejus Doctrina Coelesti
- 1763, (Doctrine of the Lord) Latin:Doctrina Novæ Hierosolymæ de Domino.
- 1763, (Doctrine of the Sacred Scripture) Latin: Doctrina Novæ Hierosolymæ de Scriptura Sacra.
- 1763, (Doctrine of Life) Latin: Doctrina Vitæ pro Nova Hierosolyma ex præceptis Decalogi.
- 1763, (Doctrine of Faith) Latin: Doctrina Novæ Hierosolymæ de Fide.
- 1763, (Continuation of The Last Judgement) Latin: Continuatio De Ultimo Judicio: et de mundo spirituali.
- 1763, (Divine Love and Wisdom) Latin: Sapientia Angelica de Divino Amore et de Divina Sapientia. Sapientia Angelica de Divina Providentia.
- 1764, (Divine Providence) Latin: Sapientia Angelica de Divina Providentia.
- 1766, (Apocalypse Revealed) Latin: Apocalypsis Revelata, in quae detegunter Arcana quae ibi preedicta sunt.
- 1768, (Conjugial Love, or Marriage Love) Latin: Deliciae Sapientiae de Amore Conjugiali; post quas sequumtur voluptates insaniae de amore scortatorio.
- 1769, (Brief Exposition) Latin: Summaria Expositio Doctrinæ Novæ Ecclesiæ, quæ per Novam Hierosolymam in Apocalypsi intelligitur.
- 1769, (Interaction of the Soul and the Body) Latin: De Commercio Animæ & Corporis.
- 1771, (True Christian Religion) Latin: Vera Christiana Religio, continens Universam Theologiam Novae Ecclesiae
- 1859, Drömboken, Journalanteckningar(Journal of Dreams), 1743–1744
- 1983–1997, (Spiritual Diary) Latin: Diarum, Ubi Memorantur Experientiae Spirituales.